# أغسباخ
اغسباخ هي مدينة صغيرة لزراعة العنب في منطقة Krems-Land في النمسا السفلى ، النمسا . اعتبارًا من عام 2001 يبلغ عدد سكانها 714 نسمة وتبلغ مساحتها 13.72 نسمة كم. ²

## فينوس فون ويلندورف

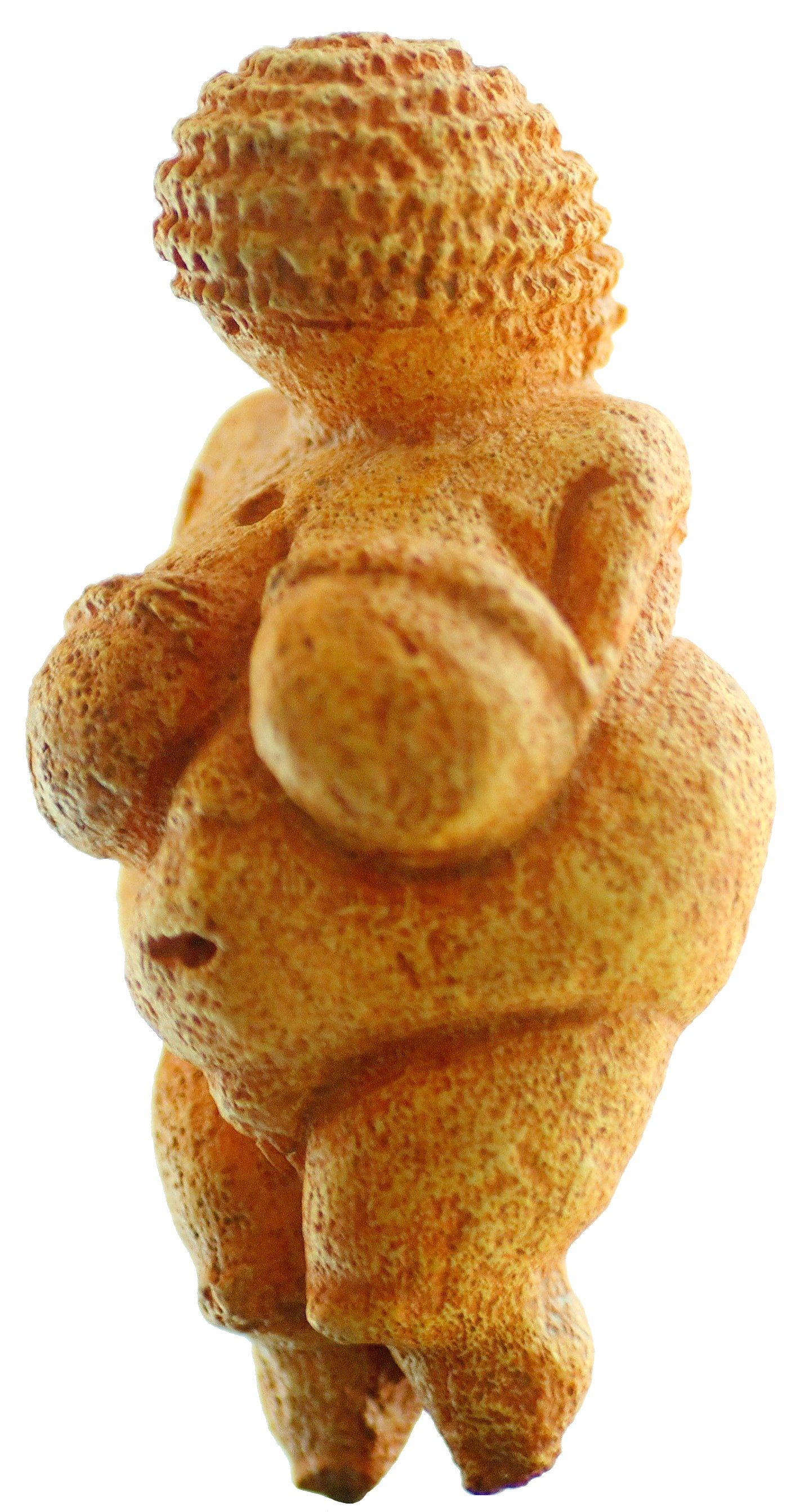
تشتهر اغسباخ اليوم بكونها المكان الذي تم العثور فيه على فينوس ولندورف، في قرية ولندروف الصغيرة.

تشتهر اغسباخ اليوم بكونها المكان الذي تم العثور فيه على فينوس ولندورف، في قرية ولندورف الصغيرة. ويتواجد في متحف التاريخ الطبيعي في فيينا، ويوجد تمثال حديث مماثل في قرية ولندورف.